# 贝恩德·格勒内
贝恩德·格勒内（德語：Bernd Gröne，1963年2月19日—），德国男子自行车运动员。他曾代表西德参加1984年和1988年夏季奥林匹克运动会自行车比赛，其中1988年奥运会获得一枚银牌。